# 沃尔夫冈·施文克
沃尔夫冈·施文克（德語：Wolfgang Schwenke，1968年3月27日—），德国前男子手球运动员。他曾代表德国国家队参加1992年夏季奥林匹克运动会手球比赛，结果队伍获得第10名。